# Футзал в Узбекистане
Футзал – развивающийся вид спорта в Узбекистане. В стране действует несколько профессиональных клубов и лиг, которые активно участвуют в различных турнирах и чемпионатах.

## История
В Узбекистане прошли международные соревнования по футзалу, такие как Кубок Азии и Чемпионат мира. Например, в 2024 году Узбекистан принимал чемпионат мира по футзалу, в 2016 году и в 2010 году — чемпионат Азии.